# Штурм (Харків)
«Штурм» — український і радянський футбольний клуб з Харкова. Заснований у 1911 році під назвою «Цап-Царап». У 1912 році зареєстрований під назвою Спортивне Товариство «Штурм». Виступав у Харківській футбольній лізі,  чемпіонаті УРСР (як основа збірної Харкова), та першості СРСР (як основа збірної УРСР). Восьмиразовий чемпіон Харкова.

## Хронологія назв
- 1911–1912 — «Цап-Царап»
- 1912–1925 — «Штурм»
- 1925 — «Рабис-Штурм»[1][2]
- 1925–1929 — «Рабис»

## Історія
Команда «Цап-Царап» була заснована у 1911 році 20-річним модельщиком ХПЗ Костянтином Вороніним. Грали здебільшого на пустирах Петинського району. Свою доволі дивну назву клуб отримав від англійців із заводу «Гельферіх-Саде», у яких члени новоствореного колективу крали м'ячі.
У 1912 році «цап-царапівці» зареєструвалися серед команд третього розряду (класу «В») міської футбольної ліги під назвою «Штурм». Суперниками у дебютному матчі стали все ті ж англійці з «Гельферіх-Саде», яких футболісти «Штурма» доволі несподівано обіграли. У 1913 році Головою команди став бухгалтер Яків Жуга.
На початку 20-х років «Штурм» став базовим клубом збірної Харкова, що протягом 1921—1924, 1927 років незмінно здобувала звання чемпіона УСРР, а у 1924 році під прапором збірної УСРР стала найсильнішою командою Радянського Союзу. Провідними гравцями клубу на той час були Микола Платов, Роман Норов, Микола Капустін, Микола Кротов, Іван Привалов, Іван Натаров, Микола Казаков, Яків Алфьоров, Валентин Левін та інші. В чемпіонаті міста команді не було рівних.

У 1922 році вигравши втретє поспіль чемпіонський титул міста Харкова, «Штурм» отримав у повну власність відповідний Кубок: 
Затем были розданы кубки за первенство по футболу сезона 1922 г.: за первенство в классе А — первых команд. Футбольной команде Об-ва «Штурм» — (тем самым взявшим и первенство по футболу сезона 1922 г. Харьковской губернии) был передан в полную собственность кубок пожертвованный Казаковым.
Навесні 1925 року «Штурм» було об'єднано шляхом злиття з профспілкою Робітників Мистецтва «Робмис» ((рос.) — «Рабис»):
Возникший при союзе Рабис осенью прошлого года кружок физкультуры в зимнем периоде не сумел развиться в достаточной степени. Зато теперь, с наступлением весеннего сезона, работа закипела. Немало способствует этому слияние кружка Рабис с мощным как технически, так и организационно кружком «Штурм», имеющим сильнейшую в Харькове футбольную команду, хорошую легко-атлетическую группу и проч. Правление союза во всем идёт навстречу кружку физкультуры, которому и отпускается по смете средства.
Спорт-общество «Штурм» об'единилось со спорт-ячейкой Всерабис'а в спортсекцию Рабис при Доме Искусств.
До червня того ж року клуб продовжував виступи у першості Харкова під назвою «Штурм», з липня — вже мав назву «Рабис-Штурм», а з серпня — «Рабис».
Команда виграла першості Харкова 1925, 1926 та 1927 років, аж поки навесні 1928 року не втратила своїх основних гравців, що перейшли до харківського «Динамо»:
«Рабис», бывший ранее грозой для остальных команд, в этом году, с уходом всей первой команды, значительно ослабел. Зато за счёт ядра Рабиса и некоторых других сборников усилилось «Динамо». Имея в своем составе таких выдающихся игроков, как бр. Фомины, Мищенко, Шпаковский, Привалов, Владимирский, Губарев, Норов и Кладько, «Динамо» по чисто формальным основаниям идёт по классу «Д», легко справляясь с своими слабыми противниками.
Цей момент став відправною точкою занепаду самобутньої команди. Першість Харкова 1929 року клуб завершив на передостанньому — 6 місці в Класі «А», а наступного 1930 року зник з футбольної мапи України.

## Досягнення
- Чемпіонат Харкова з футболу
  -  Чемпіон (8): 1920, 1921, 1922, 1923, 1924[7], 1925[8], 1926, 1927[9]